# Comoxo
Comoxo o Comojo es una aldea española situada en la parroquia de Boiro, del municipio de Boiro, en la provincia de La Coruña, Galicia.

## Demografía
| Gráfica de evolución demográfica de Comoxo entre 2000 y 2018 |
|                                                              |
| Datos según el nomenclátor publicado por el INE.             |